# Aspilota indica
Aspilota indica är en stekelart som beskrevs av Bhat 1979. Aspilota indica ingår i släktet Aspilota och familjen bracksteklar. Inga underarter finns listade.